# Мінклер (Каліфорнія)
Мінклер (англ. Minkler) — переписна місцевість (CDP) в США, в окрузі Фресно штату Каліфорнія. Населення — 867 осіб (2020).

## Географія
Мінклер розташований за координатами 36°43′39″ пн. ш. 119°27′31″ зх. д. / 36.72750° пн. ш. 119.45861° зх. д. (36.727628, -119.458661).  За даними Бюро перепису населення США в 2010 році переписна місцевість мала площу 15,19 км², уся площа — суходіл.

## Демографія
Згідно з переписом 2010 року, у переписній місцевості мешкали 1003 особи в 383 домогосподарствах у складі 265 родин. Густота населення становила 66 осіб/км².  Було 427 помешкань (28/км²).
Расовий склад населення:
| - 81,6 % — білих - 2,3 % — азіатів - 2,0 % — корінних американців - 0,4 % — чорних або афроамериканців - 10,8 % — осіб інших рас |

До двох чи більше рас належало 3,0 %. Частка іспаномовних становила 30,1 % від усіх жителів.
За віковим діапазоном населення розподілялося таким чином: 20,4 % — особи молодші 18 років, 58,9 % — особи у віці 18—64 років, 20,7 % — особи у віці 65 років та старші. Медіана віку мешканця становила 47,6 року. На 100 осіб жіночої статі у переписній місцевості припадало 95,5 чоловіків;  на 100 жінок у віці від 18 років та старших — 97,5 чоловіків також старших 18 років.
За межею бідності перебувало 17,9 % осіб, у тому числі 42,9 % дітей у віці до 18 років та 6,3 % осіб у віці 65 років та старших.
Цивільне працевлаштоване населення становило 396 осіб. Основні галузі зайнятості: освіта, охорона здоров'я та соціальна допомога — 49,7 %, публічна адміністрація — 21,0 %, роздрібна торгівля — 7,8 %, виробництво — 6,8 %.